# Élections législatives algériennes de 2007
Les élections législatives de 2007 en Algérie sont des élections législatives qui ont lieu le 17 mai 2007 pour élire les 390 députés de l'Assemblée populaire nationale.

## Résultats
| Parti                    | Parti                                                        | Voix       | %     | +/-   | Sièges | +/-           |
| ------------------------ | ------------------------------------------------------------ | ---------- | ----- | ----- | ------ | ------------- |
|                          | Front de libération nationale (FLN)                          | 1 314 494  | 22,95 | 12,33 | 136    | 63            |
|                          | Rassemblement national démocratique (RND)                    | 597 712    | 10,44 | 2,21  | 62     | 15            |
|                          | Mouvement de la société pour la paix (MSP)                   | 556 401    | 9,71  | 2,66  | 51     | 13            |
|                          | Parti des travailleurs (PT)                                  | 291 395    | 5,09  | 1,76  | 26     | 5             |
|                          | Front national algérien (FNA)                                | 241 594    | 4,22  | 2,69  | 13     | 5             |
|                          | Mouvement de la renaissance islamique (MRI)                  | 193 908    | 3,39  | 2,74  | 5      | 4             |
|                          | Rassemblement pour la culture et la démocratie (RCD)         | 185 616    | 3,24  | N/a   | 19     | 19            |
|                          | Mouvement el-Infitah                                         | 150 423    | 2,63  | N/a   | 3      | 3             |
|                          | Mouvement pour la réforme nationale (MRN)                    | 146 528    | 2,56  | 6,94  | 3      | 40            |
|                          | Mouvement pour la jeunesse et la démocratie (MJD)            | 130 992    | 2,29  | Nv    | 5      | 5             |
|                          | Ahd 54                                                       | 129 865    | 2,27  | N/a   | 2      | 2             |
|                          | Alliance nationale républicaine (ANR)                        | 125 862    | 2,20  | N/a   | 4      | 4             |
|                          | Mouvement de l'entente nationale                             | 121 961    | 2,13  | 1,94  | 4      | 3             |
|                          | Mouvement National pour la Nature et la Démocratie (MNND)    | 115 075    | 2,01  | Nv    | 7      | 7             |
|                          | Parti national pour la solidarité et le développement (PNSD) | 114 247    | 1,99  | Nv    | 2      | 2             |
|                          | Front national des indépendants pour la concorde (FNIC)      | 112 263    | 1,96  | Nv    | 3      | 3             |
|                          | Parti du renouveau algérien (PRA)                            | 103 356    | 1,80  | 1,50  | 4      | 3             |
|                          | Rassemblement algérien (RA)                                  | 100 391    | 1,75  | Nv    | 1      | 1             |
|                          | Mouvement national d'espérance (MNE)                         | 98 604     | 1,72  | Nv    | 2      | 2             |
|                          | Rassemblement patriotique républicain (RPR)                  | 84 497     | 1,48  | Nv    | 2      | 2             |
|                          | Parti républicain progressiste (PRP)                         | 79 452     | 1,39  | Nv    | 0      | en stagnation |
|                          | Front national démocratique (FND)                            | 78 596     | 1,37  | Nv    | 1      | 1             |
|                          | Mouvement démocratique et social (MDS)                       | 50 879     | 0,89  | N/a   | 1      | 1             |
|                          | Parti socialiste des travailleurs (PST)                      | 39 547     | 0,69  | Nv    | 0      | en stagnation |
|                          | Indépendants                                                 | 564 169    | 9,85  | 4,92  | 33     | 3             |
|                          |                                                              |            |       |       |        |               |
| Votes valides            | Votes valides                                                | 5 727 827  | 85,58 |       |        |               |
| Votes blancs et nuls     | Votes blancs et nuls                                         | 965 064    | 14,42 |       |        |               |
| Total                    | Total                                                        | 6 692 891  | 100   | –     | 389    | 73            |
| Abstentions              | Abstentions                                                  | 12 068 193 | 64,33 |       |        |               |
| Inscrits / participation | Inscrits / participation                                     | 18 761 084 | 35,67 |       |        |               |